# José Antonio Latorre
José Antonio Latorre Beaskoetxea (Bilbao, Vizcaya, España, 1 de diciembre de 1941) fue un futbolista español. Se desempeñaba en posición de delantero.

## Trayectoria
Debutó con el primer equipo rojiblanco en Liga, con apenas 20 años, el 5 de febrero de 1961 ante el Real Betis. El 29 de diciembre de 1963 marcó el gol 2000 del equipo bilbaíno en Primera División. Después de cuatro temporadas con el Athletic Club, fue cedido a la Sociedad Deportiva Indauchu en enero de 1965 hasta final de temporada. En 1966, tras dos temporadas sin participar en el Athletic Club, fichó por el CE Sabadell FC, donde se retiró tras tres temporadas más en Primera División.

## Clubes
| Club                        | País   | Temporada |
| --------------------------- | ------ | --------- |
| Athletic Club               | España | 1961-1964 |
| Sociedad Deportiva Indauchu | España | 1965      |
| Athletic Club               | España | 1965-1966 |
| CE Sabadell FC              | España | 1966-1969 |